# Der Taucher (Schubert)

Der Taucher est un lied du compositeur allemand Franz Schubert composée entre septembre 1813 et la fin de 1814, écrite pour voix d'homme et piano.

## Contexte et création
Franz Schubert écrit Der Taucher d'après le poème éponyme de Friedrich Schiller. Deux versions existent, numérotées D77 et D111. L'exécution de l'œuvre requiert environ 25 minutes. Il s'agit d'un des plus longs lieder mis en musique par Schubert (le plus long est Adelwold und Emma). La partition a été adaptée pour orchestre par le compositeur danois Karl Aage Rasmussen.